# Der Knabe Hüssein
Der Knabe Hüssein ist ein Buch des pazifistischen deutschen Schriftstellers Armin T. Wegner aus dem Jahr 1921, welches Erlebnisse des Autors während des Ersten Weltkrieges in der Türkei verarbeitet.

## Entstehung
Der Autor, Träger des Eisernen Kreuzes, war als deutscher Soldat in der Türkei. Auf der Hin- und Rückreise 1915 und 1916 erlebte (und fotografierte) er, wie neben den üblichen Kriegsgeschehnissen eine großangelegte Vertreibung und Ermordung von Armeniern betrieben wurde, die durch die allgemeinen Wirren des Weltkrieges international unbeobachtet blieb. Aufgrund einer Erkrankung an Fleckfieber früh nach Deutschland zurückgekehrt, konnte Wegner die deutsche Regierung über die Vorgänge in der Türkei informieren. In Form eines offenen Briefes intervenierte er außerdem auch beim US-Präsidenten Woodrow Wilson („Ein Vermächtnis in der Wüste – Offener Brief an den Präsidenten der Vereinigten Staaten von Nordamerika, Woodrow Wilson, über die Austreibung des armenischen Volkes in die mesopotamische Wüste“). Hier schildert der Autor, der 1916 eine Zeitlang mit Missionsschwestern Aleppos zusammengearbeitet hatte, seine freilich subjektiven Beobachtungen als Sanitäter bezüglich der Situation der Armenier in der Türkei äußerst drastisch:
„Erschlagen, erschossen, erhängt, vergiftet, erdolcht, erdrosselt, von Seuchen verzehrt, ertränkt, erfroren, verdurstet, verhungert, verfault, von Schakalen angefressen. Kinder weinten sich in den Tod. Männer zerschmetterten sich an Felsen, Schwangere stürzten sich, die Hände aneinandergebunden, mit Gesang in den Euphrat.“
Wegners Hoffnung, die kaiserliche Diplomatie würde Einfluss auf die mit ihnen verbündeten Türken nehmen, wurde genauso enttäuscht wie die Erwartung nach 1918, die Siegermächte würden sich für das armenische Volk einsetzen.
Hiernach sprach sich Wegner immer wieder öffentlich für „eine deutsche Schuld“ am Schicksal der Armenier aus, z. B. in einer zusammen mit der Deutsch-Armenischen Gesellschaft und einer Zahl Missionsgesellschaften durchgeführten Großveranstaltung in der Berliner Urania, die einiges Aufsehen erregte.

## Inhalt
Die literarische Verarbeitung von Wegners Erlebnissen in der Türkei in den „Türkischen Novellen“, die in dem 1921 erschienenen Band Der Knabe Hüssein erschienen sind, gilt als eines der beeindruckendsten Werke des Schriftstellers. Der österreichische Schriftsteller Stefan Zweig urteilte über Wegners Arbeit: „Hier hat der ergriffene Mensch ein Land und ein Volk in seiner schwersten Stunde gesehen.“
In Aufzeichnungen aus der Türkei und Im Hause der Geselligkeit (1920) sowie Weg ohne Heimkehr (1919) hatte der Schriftsteller schon zuvor mit der literarischen Verarbeitung seiner Erlebnisse begonnen.

## Wirkung
Das Interesse an dem Werk Der Knabe Hüssein hatte sich schon in der Weimarer Republik in Grenzen gehalten und das Buch blieb auch politisch folgenlos. Während der Zeit des Nationalsozialismus fiel das Buch den Bücherverbrennungen zum Opfer. Danach wurde es über Jahrzehnte nicht mehr aufgelegt. In dem Band Der Knabe Hüssein und andere Erzählungen ist es seit 2012 wieder erhältlich.